# Santa Cruz 3ra. Sección
Santa Cruz 3ra. Sección är en ort i Mexiko.   Den ligger i kommunen Sunuapa och delstaten Chiapas, i den sydöstra delen av landet, 700 km öster om huvudstaden Mexico City. Santa Cruz 3ra. Sección ligger 234 meter över havet och antalet invånare är 198.
Terrängen runt Santa Cruz 3ra. Sección är kuperad åt sydost, men åt nordväst är den platt. Terrängen runt Santa Cruz 3ra. Sección sluttar norrut. Runt Santa Cruz 3ra. Sección är det ganska tätbefolkat, med 58 invånare per kvadratkilometer. Närmaste större samhälle är Pichucalco, 11,2 km öster om Santa Cruz 3ra. Sección. Trakten runt Santa Cruz 3ra. Sección består till största delen av jordbruksmark.